# نيك رازبورشك
نيك رازبورشك (بالسلوفينية: Nik Razboršek)‏ مواليد 4 أكتوبر 1993 في ليوبليانا، هو لاعب كرة مضرب سلوفيني بدأ مسيرته كمحترف سنة 2012 يلعب باليد اليسرى. أعلى تصنيف له في الفردي كان المركز الـ 521 في سنة 2014. أعلى تصنيف له في الزوجي كان المركز الـ 710 في سنة 2013.

## روابط خارجية
- نيك رازبورشك على موقع رابطة محترفي التنس (الإنجليزية)
- نيك رازبورشك على موقع الاتحاد الدولي لكرة المضرب (الإنجليزية)
- نيك رازبورشك على موقع كأس ديفيز (الإنجليزية)
- نيك رازبورشك على موقع خلاصة التنس.كوم (الإنجليزية)